# Синтурское болото
Синтурское болото — болото на территории Гаринского городского округа Свердловской области России.

## Географическое положение
Синтурское болото расположено в муниципальном образовании «Гаринский городской округ» Свердловской области, на левом берегу реки Тавда, вблизи устья реки Вагиль. Болото площадью 115 км², труднопроходимо, а в центральной части непроходимо, глубиной свыше 2 метров. Болото примыкает к озерам Синтур, Пристанище, Болтышево, Якунино и ещё к несколько мелким озёрам.